# Waterstofchloriet
Waterstofchloriet of chlorigzuur is een oxozuur, met als anion het chloriet-ion. Het is een zwak zuur, dat niet stabiel is. Het behoort tot de groep der halogeenzuurstofzuren. De stof ontleedt snel door een disproportioneringsreactie tot waterstofhypochloriet en waterstofchloraat:
{\displaystyle {\ce {2HClO2 -> HClO + HClO3}}}

## Synthese
Waterstofchloriet wordt bereid door reactie van bariumchloriet met zwavelzuur:
{\displaystyle {\ce {Ba(ClO2)2 + H2SO4 -> 2HClO2 + BaSO4}}}